# Pontezuelas
Pontezuelas är en ort i Mexiko.   Den ligger i kommunen Charo och delstaten Michoacán de Ocampo, i den södra delen av landet, 200 km väster om huvudstaden Mexico City. Pontezuelas ligger 2 097 meter över havet och antalet invånare är 191.
Terrängen runt Pontezuelas är kuperad norrut, men söderut är den bergig. Runt Pontezuelas är det ganska tätbefolkat, med 62 invånare per kvadratkilometer. Närmaste större samhälle är Morelia, 19,9 km väster om Pontezuelas. I omgivningarna runt Pontezuelas växer i huvudsak blandskog.